# Přebor Jihomoravského kraje 2005/2006
V soubojích 46. ročníku Přeboru Jihomoravského kraje 2005/06 (jedna ze skupin 5. fotbalové ligy) se utkalo 16 týmů každý s každým dvoukolovým systémem podzim–jaro. Tento ročník začal v srpnu 2005 a skončil v červnu 2006.

## Nové týmy v sezoně 2005/06
- Z Divize D 2004/05 nesestoupilo do Jihomoravského krajského přeboru žádné mužstvo.
- Mužstvo SK FC Doubravník přešlo z Přeboru Kraje Vysočina 2004/05.[1]
- Ze skupin I. A třídy Jihomoravského kraje 2004/05 postoupila mužstva FC Miroslav (vítěz skupiny A), FC Sparta Brno (vítěz skupiny B) a TJ Sokol Hlohovec (2. místo ve skupině B).[2]
- Mužstvo FK Šardice „B“ postoupilo mimořádně z I. B třídy Jihomoravského kraje – sk. C 2004/05.[2]

## Nejlepší střelec
Nejlepším střelcem se stal Jakub Krejčí, který Rájci-Jestřebí pomohl k postupu 21 brankami.

## Konečná tabulka
Zdroj: 
| Poř. | Tým                           | Z  | V  | R | P  | VG | OG | B  |
| ---- | ----------------------------- | -- | -- | - | -- | -- | -- | -- |
| 1.   | FK MKZ Rájec-Jestřebí         | 30 | 24 | 3 | 3  | 82 | 22 | 75 |
| 2.   | FC CVM Mokrá-Horákov          | 30 | 20 | 4 | 6  | 66 | 35 | 64 |
| 3.   | SK Fotbal FC Nobica Boskovice | 30 | 16 | 7 | 7  | 69 | 37 | 55 |
| 4.   | FC Sparta Brno (N)            | 30 | 14 | 6 | 10 | 45 | 41 | 48 |
| 5.   | FC Slovan Rosice              | 30 | 13 | 6 | 11 | 62 | 48 | 45 |
| 6.   | SK FC Doubravník              | 30 | 13 | 5 | 12 | 38 | 45 | 44 |
| 7.   | Tatran Brno-Bohunice          | 30 | 12 | 6 | 12 | 54 | 41 | 42 |
| 8.   | TJ Sokol Hlohovec (N)         | 30 | 11 | 8 | 11 | 44 | 43 | 41 |
| 9.   | FC Pálava Mikulov             | 30 | 11 | 7 | 12 | 46 | 45 | 40 |
| 10.  | SK Olympia Ráječko            | 30 | 12 | 4 | 14 | 39 | 46 | 40 |
| 11.  | FC Miroslav (N)               | 30 | 11 | 6 | 13 | 43 | 44 | 39 |
| 12.  | FK Baník Ratíškovice          | 30 | 10 | 8 | 12 | 40 | 59 | 38 |
| 13.  | TJ Sokol Hrušky               | 30 | 10 | 5 | 15 | 36 | 43 | 35 |
| 14.  | FC Veselí nad Moravou         | 30 | 6  | 9 | 15 | 40 | 62 | 27 |
| 15.  | SK Mogul Vacenovice           | 30 | 5  | 8 | 17 | 31 | 63 | 23 |
| 16.  | FK Šardice „B“ (N)            | 30 | 5  | 2 | 23 | 38 | 99 | 17 |

Poznámky:
- Z = Odehrané zápasy; V = Vítězství; R = Remízy; P = Prohry; VG = Vstřelené góly; OG = Obdržené góly; B = Body; (S) = Mužstvo sestoupivší z vyšší soutěže; (N) = Mužstvo postoupivší z nižší soutěže (nováček)
- O pořadí na 9. a 10. místě rozhodl vyšší rozdíl celkového skóre Mikulova, bilance vzájemných zápasů byla vyrovnaná: Mikulov - Ráječko 2:1, Ráječko - Mikulov 3:2[2][4]

|  | Postup do Divize D 2006/07                                |
|  | Sestup do I. A třídy Jihomoravského kraje – sk. B 2006/07 |